# Neosybra mizoguchii
Neosybra mizoguchii là một loài bọ cánh cứng trong họ Cerambycidae.